# Stalin Morillo
Erick Stalin Morillo Calderón (Trujillo, 19 de febrero de 2000-Moche, 30 de septiembre de 2023) fue un futbolista peruano. Como jugador, se desempeñó como lateral derecho.

## Trayectoria
Morillo fue parte del club de fútbol César Vallejo e hizo su debut oficial y profesional con el club el 3 de junio de 2018 ante Juan Aurich en la Segunda División del Perú. Hizo un total de dos apariciones para César Vallejo en la temporada 2018, ayudando al equipo a ascender a la Primera División del Perú.
En la temporada 2019, Morillo solo tuvo una aparición. En la temporada 2020, logró su gran avance y se convirtió en titular habitual del equipo, disputando 25 partidos a lo largo de la temporada.
En julio de 2023, Morillo iba a ser cedido a Cantolao. Sin embargo, el préstamo no se concretó y siguió formando parte del elenco trujillano durante el Torneo Clausura.

## Clubes
| Club                      | País | Año       | Partidos | Goles |
| ------------------------- | ---- | --------- | -------- | ----- |
| Universidad César Vallejo | Perú | 2018-2023 | 71       | 1     |

## Palmarés

### Campeonatos nacionales
| Título                    | Club                      | País | Año  |
| ------------------------- | ------------------------- | ---- | ---- |
| Segunda División del Perú | Universidad César Vallejo | Perú | 2018 |

## Fallecimiento
Morillo falleció en un accidente de tráfico el 30 de septiembre de 2023, a los 23 años.